# Can Pelegrí (Dosrius)
Can Pelegrí és una casa de cos de Dosrius (Maresme).

## Descripció
Edifici cantoner de planta rectangular format per dos cossos adossats. El volum principal presenta una coberta de teula àrab de dues vessants, amb el carener paral·lel a la façana principal, i està distribuït en planta baixa i pis. La façana principal, orientada al carrer, presenta un petit espai de pati davanter delimitat per una tanca d'obra amb barana de ferro. La major part d'obertures de la construcció són rectangulars, amb els emmarcaments arrebossats amb el mateix revestiment que cobreix els paraments i pintats de color blanc. De la façana principal destaca el balcó, amb la llosana sostinguda amb mènsules, i el coronament del parament, amb un ràfec sostingut també amb el mateix tipus de mènsules. Adossat a la façana de migdia hi ha l'altre volum. És de planta rectangular, està organitzat en dos nivells i es cobreix amb una terrassa plana delimitada amb balaustrada d'obra emblanquinada. La construcció presenta els paraments arrebossats i pintats.
Estilísticament, se li pot atribuïr un cert llenguatge noucentista.

## Història
Pel que sembla, amb anterioritat a la guerra Civil espanyola (1936-1939), era un dels pocs edificis que hi havia al carrer Major de Canyamars, juntament amb les Cases Blaves, ca la Miguelita i can Cinto (completament reformat). L'edifici fou construït pels voltants dels anys 1925-1930 pel mestre d'obres de Canyamars Vicenç Pelegrí per la seva família. En origen, l'edifici estava segregat en dos habitatges, la planta baixa per la família Pelegrí i el pis per llogar. L'any 1999 es va construïr un apartament a la part posterior de la casa, amb accés pel carrer de la Quintana.